# Représentations diplomatiques de la Tanzanie

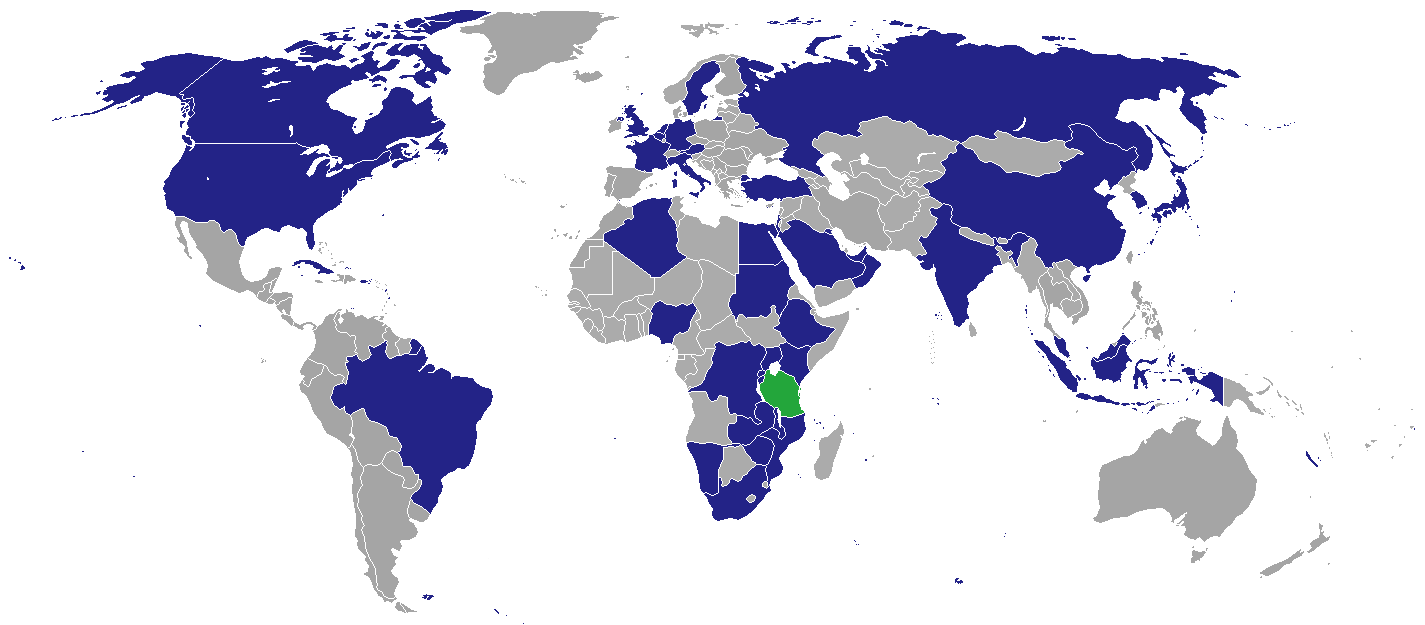
Localisation des missions diplomatiques de la Tanzanie :
Tanzanie
Ambassade or haut-commissariat

Voici les représentations diplomatiques de la Tanzanie à l'étranger :

## Afrique
- Afrique du Sud
  - Pretoria (haute commission)
- Burundi
  - Bujumbura (ambassade)
- Comores
  - Moroni (ambassade)
- République démocratique du Congo
  - Kinshasa (ambassade)
  - Lubumbashi (consulat général)
- Égypte
  - Le Caire (ambassade)
- Éthiopie
  - Addis-Abeba (ambassade)
- Kenya
  - Nairobi (haute commission)
  - Mombasa (consulat général)
- Malawi
  - Lilongwe (haute commission)
- Mozambique
  - Maputo (haute commission)
- Nigeria
  - Abuja (haute commission)
- Ouganda
  - Kampala (haute commission)
- Rwanda
  - Kigali (ambassade)
- Zambie
  - Lusaka (haute commission)
- Zimbabwe
  - Harare (ambassade)

## Amérique
- Brésil
  - Brasilia (ambassade)
- Canada
  - Ottawa (haute commission)
- États-Unis
  - Washington, D.C. (ambassade)

## Asie
- Arabie saoudite
  - Riyad (ambassade)
  - Djeddah (consulat général)
- Chine
  - Pékin (ambassade)
- Corée du Sud
  - Séoul (ambassade)
- Émirats arabes unis
  - Abou Dabi (ambassade)
  - Dubaï (consulat général)
- Inde
  - New Delhi (haute commission)
- Indonésie
  - Jakarta (ambassade)
- Israël
  - Tel Aviv (ambassade)
- Japon
  - Tokyo (ambassade)
- Koweït
  - Koweït (ambassade)
- Malaisie
  - Kuala Lumpur (haut commission)
- Oman
  - Mascate (ambassade)

## Europe
- Allemagne
  - Berlin (ambassade)
- Autriche
  - Vienne (ambassade)
- Belgique
  - Bruxelles (ambassade)
- France
  - Paris (ambassade)
- Italie
  - Rome (ambassade)
- Pays-Bas
  - La Haye (ambassade)
- Royaume-Uni
  - Londres (haute commission)
- Russie
  - Moscou (ambassade)
- Suède
  - Stockholm (ambassade)

## Organisations internationales
- Addis-Abeba (mission permanente auprès de l'Union africaine)
- Bruxelles  (mission permanente auprès de l'Union européenne)
- Genève  (mission permanente auprès de l'Organisation des Nations unies)
- Nairobi (mission permanente auprès du Programme des Nations unies pour l'environnement)
- New York (mission permanente auprès de l'Organisation des Nations unies)
- Paris (mission permanente auprès de l'UNESCO)

## Galerie

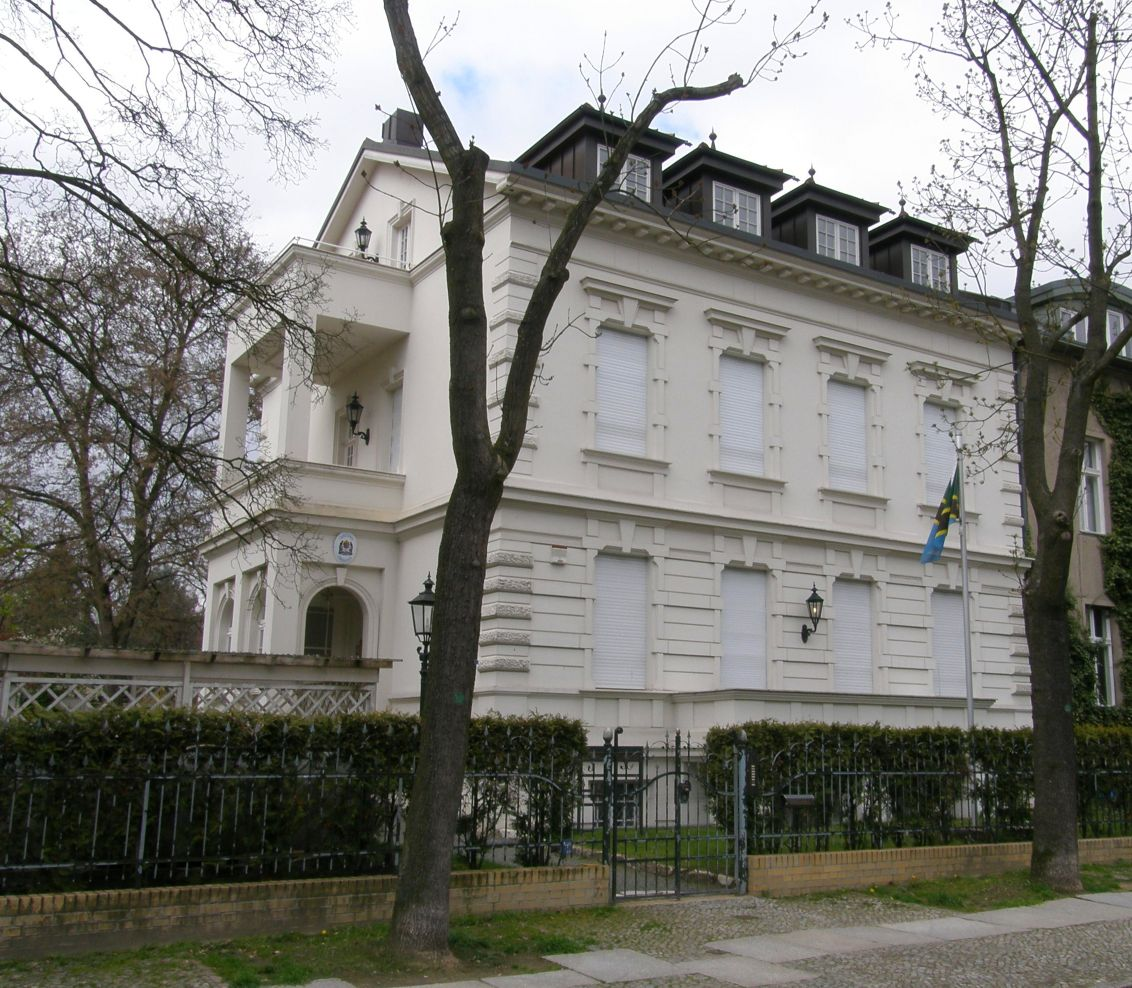
Ambassade à Berlin.
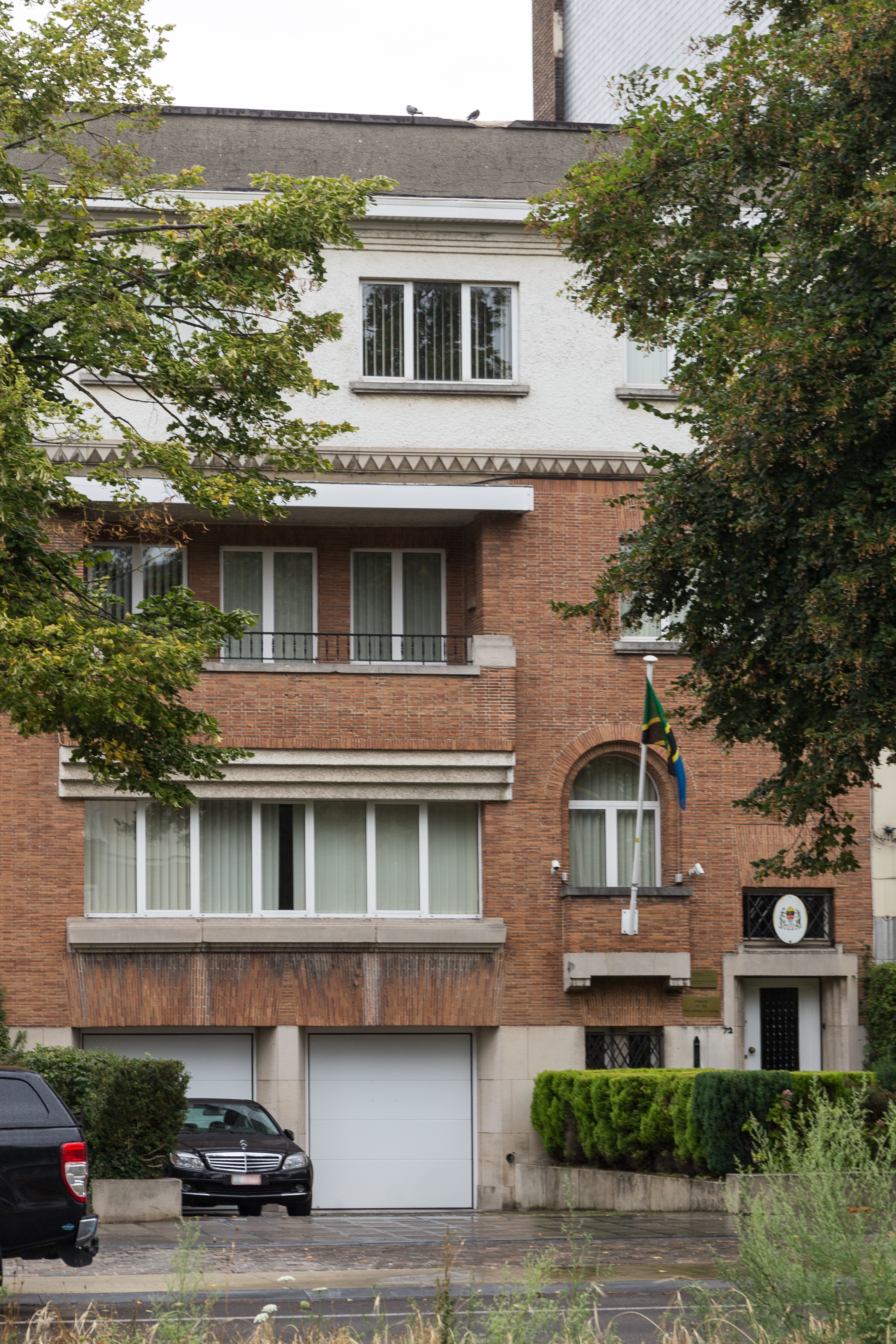
Ambassade à Bruxelles.
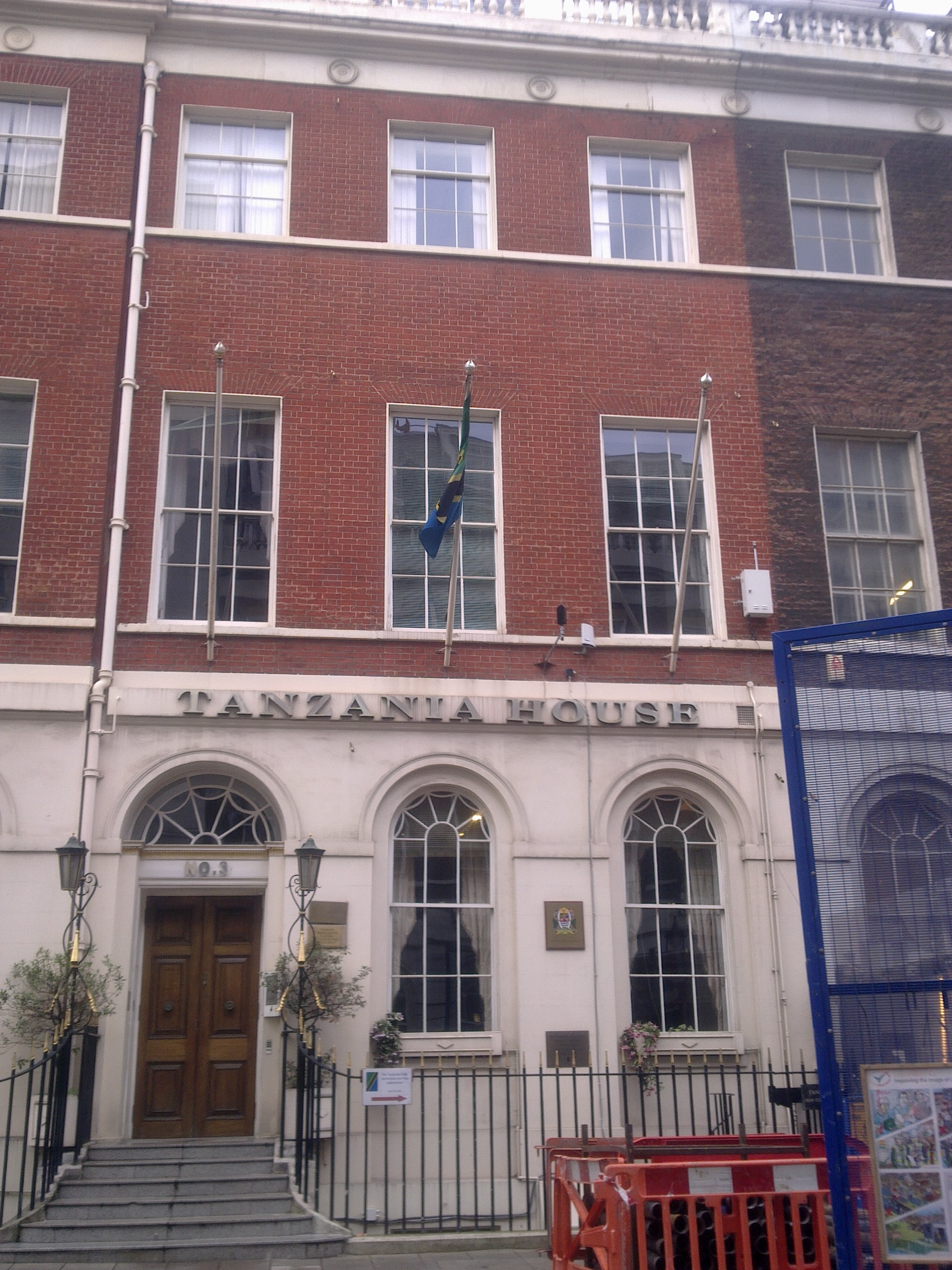
Haut commission à Londres.
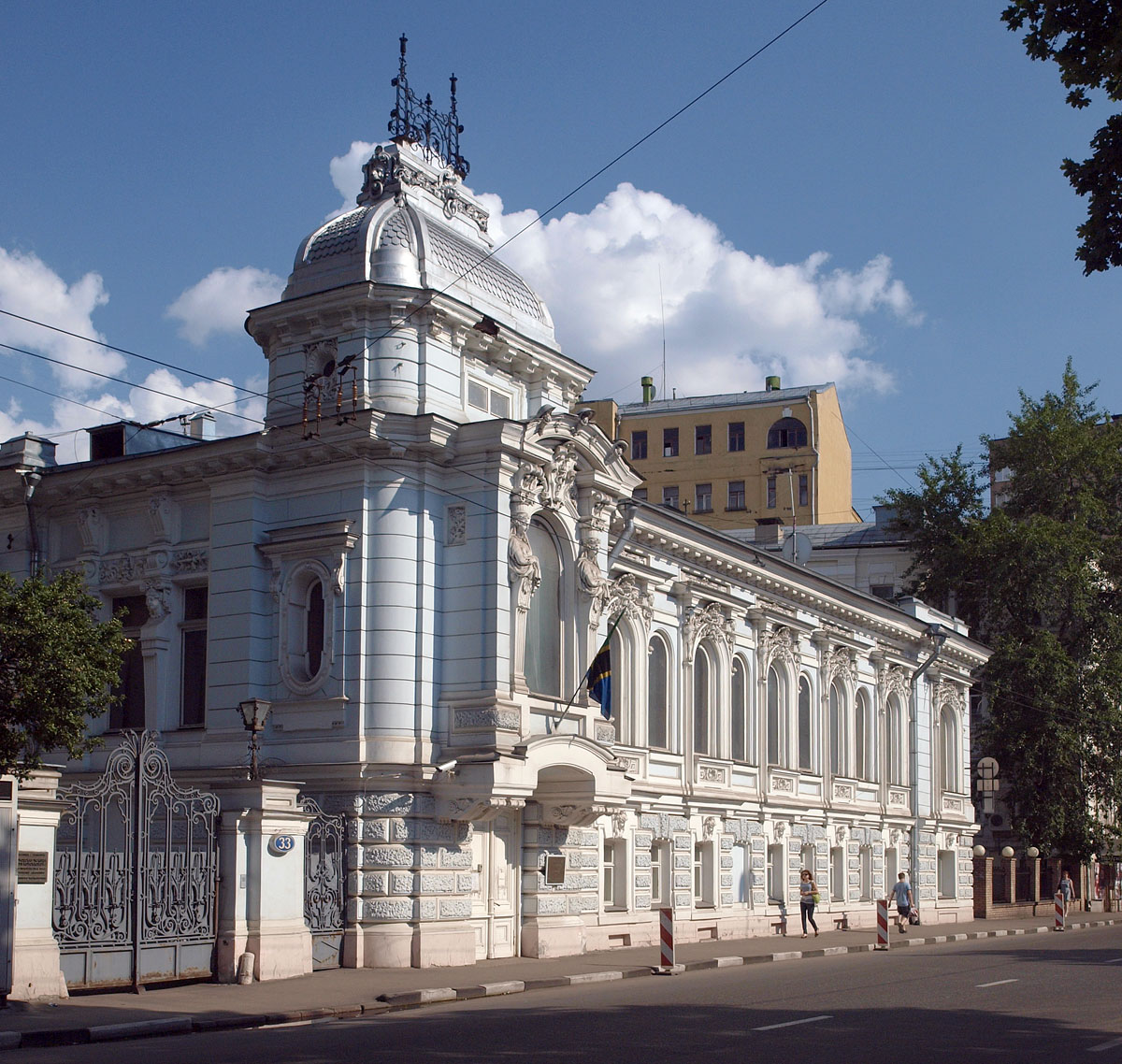
Ambassade à Moscou.
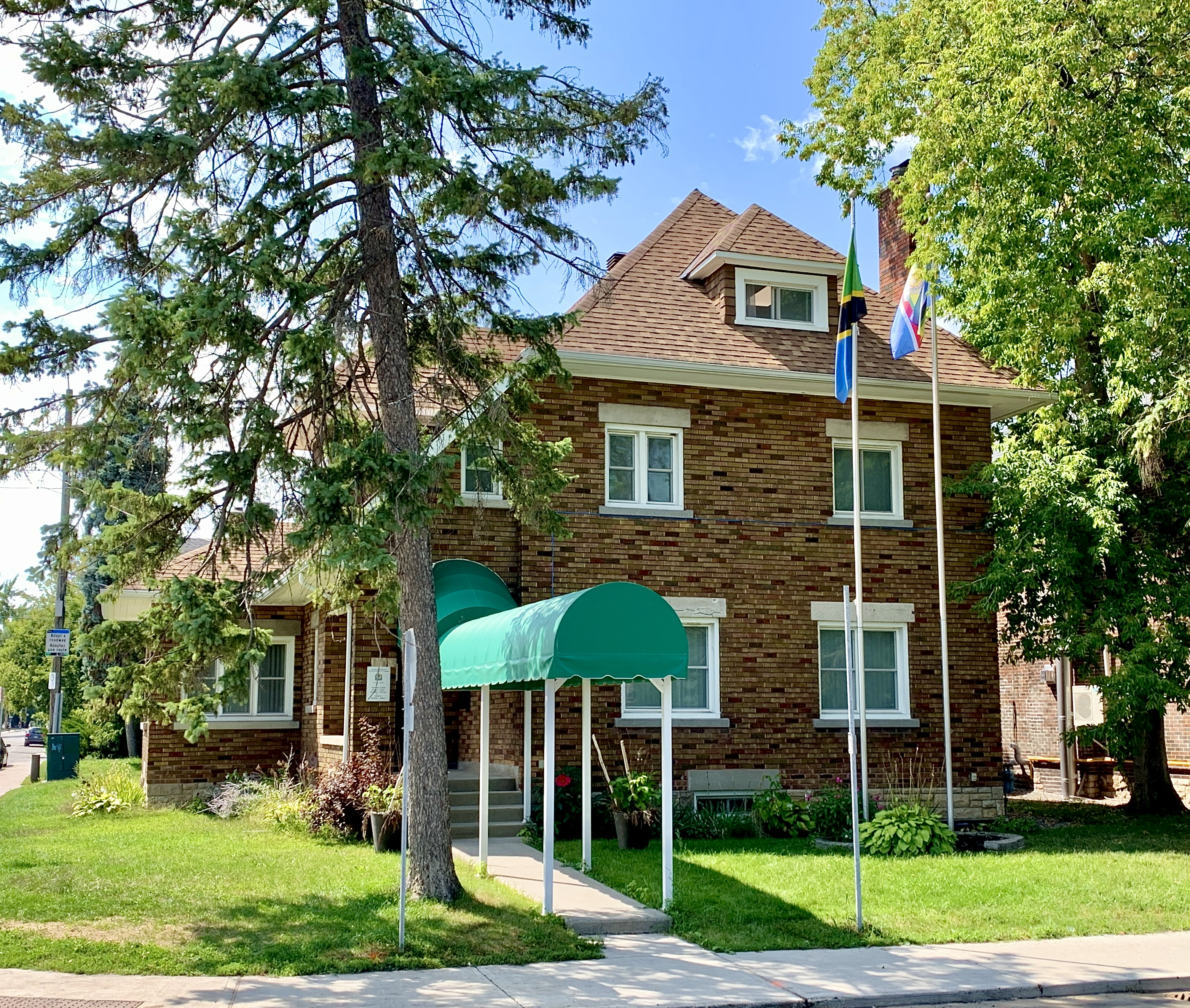
Haute commission à Ottawa.
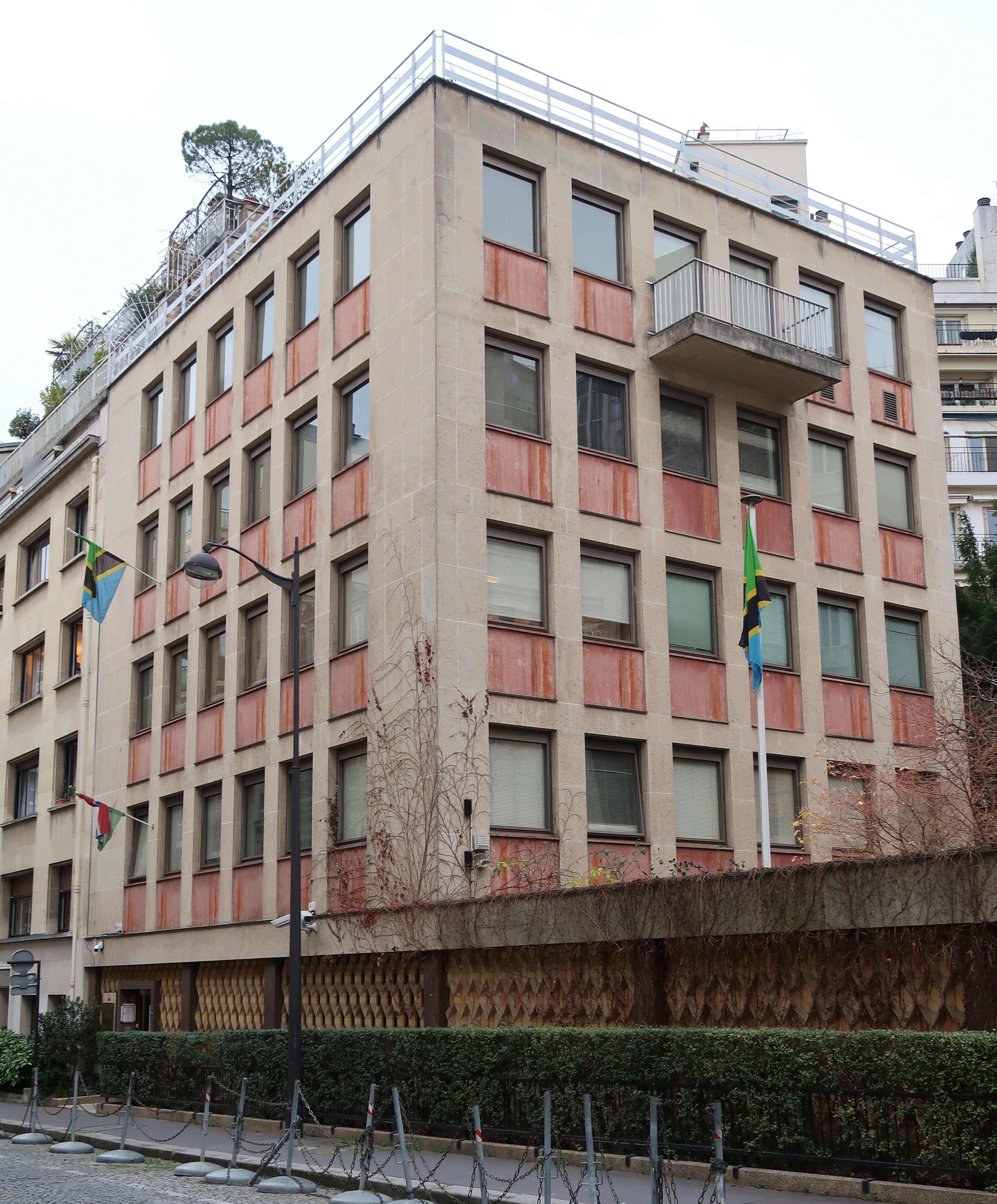
Ambassade à Paris.
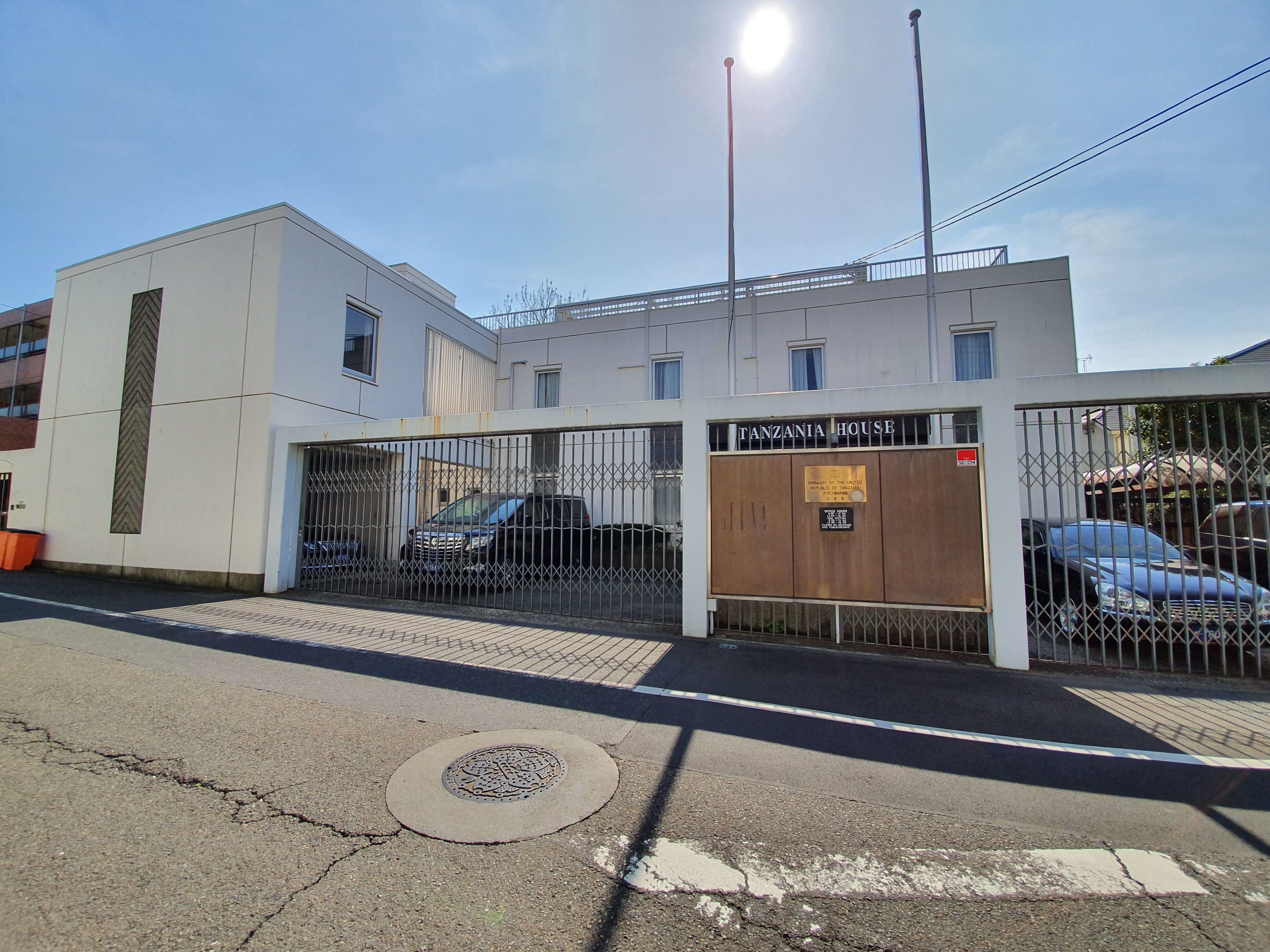
Ambassade à Tokyo.
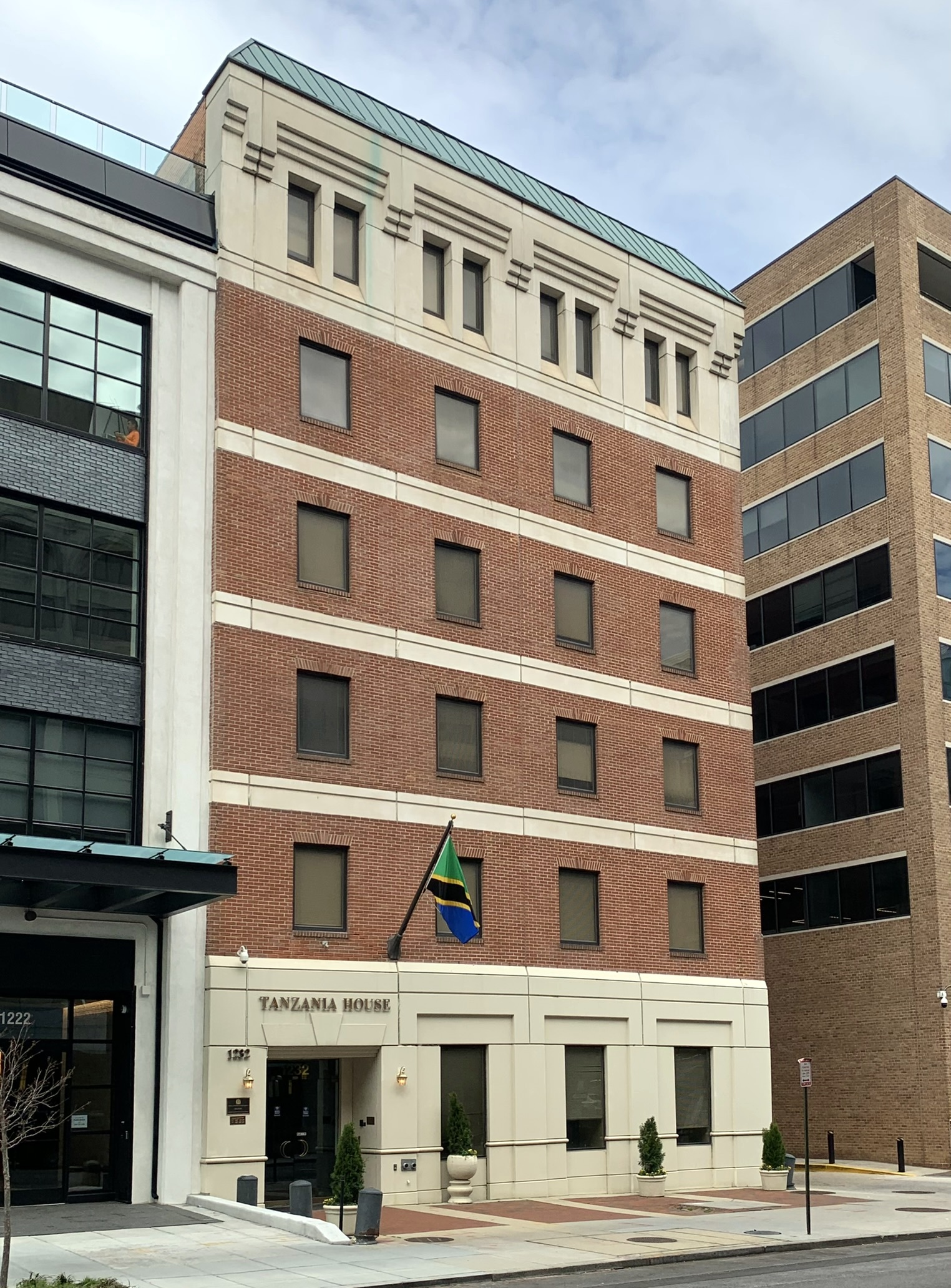
Ambassade à Washington.